# ウィル・ポールター
ウィル・ポールター（Will Poulter, 1993年1月28日 - ）は、イギリスの俳優。

## 来歴
映画『リトル・ランボーズ』(2007)のリー・カーター役、『ナルニア国物語/第3章: アスラン王と魔法の島』(2010)のユースチス・スクラブ役、『なんちゃって家族』(2013)のケニー・ロスモア役、 ヤングアダルト向けのSF小説を映画化した『メイズ・ランナー』(2014)のギャリー役で知られている。 
ロンドンはハマーストーンで生まれる。ロバート・パティンソン、ジョージ・マッケイなどを輩出したハロディアン・スクール出身。在学中は失読症や発達性協調運動障害に悩まされ、のちに「努力すればどうにかなるものだとは感じなかった。とても心を乱されたよ。そんな中で、とても好きな作品に巡り合えた。それが生きる希望だったね」と語っている。 またハロウィーンの仮装で『トイ・ストーリー』に登場するいじめっ子、シドに扮し、いじめ防止キャンペーンを支援したこともある。
2009年、ナルニア国物語の3作目『ナルニア国物語/第3章: アスラン王と魔法の島』にキャスティングされる。撮影には家族が数名同伴した。
2010年、『ボヘミアン・ラプソディ』や『ロケットマン』で知られる映画監督デクスター・フレッチャーの短編に参加。映画・ウィルの演技ともに絶賛された。 
2012年、ブリストル大学でドラマ学を専攻。翌年、俳優業に専念するため退学。 
『The Fault in Our Stars』の脚本を気に入りオーディションに参加したウィルだったが、惜しくも受からず、役はアンセル・エルゴートに奪われた。 
2014年『メイズ・ランナー』にギャリー役で出演。映画のヒットと比例して出演キャストの評判も上がり、ウィルは「俳優人生のターニングポイントとなった作品だ」と語る。 
同年の『Glassland』も高い評価を受け、ウィルは「この映画の一部になれた事は最も誇れる」と語る。さらにこの年、ジョージ・マッケイ、デイン・デハーンなどと同時に英国アカデミー賞にノミネートされ、見事ライジング・スター賞を受賞。また、『なんちゃって家族』の功労に対してMTVムービー・アワード ブレイクスルー演技賞が贈られた。なお、英国アカデミーでウィルの名前を読み上げたのはエディ・レッドメインである。 
その後、ウィルはヴァニティ・フェアが選ぶ『23人の俳優〜ハリウッドの新しい波〜』に選出。同じく選出されたジャック・レイナーは、のちに『デトロイト』、『ミッドサマー』で共演することになる盟友である。 
2015年には『レヴェナント: 蘇えりし者』で、レオナルド・ディカプリオをはじめとした豪華先輩俳優たちと共演。 
2017年の『デトロイト』で魅せた迫真の演技も高い評価を得る。 
ホラー映画『IT/イット』（2017年版）では、ペニーワイズ役を打診されていたが、スケジュールの都合で辞退。後任はビル・スカルガルドが務め、映画は大ヒットした。 
2018年『ザ・リトル・ストレンジャー』でドーナル・グリーソンと共演。

## フィルモグラフィ

### 映画
| 公開年 | 邦題 原題                                                                                           | 役名                 | 備考                 | 日本語吹替 |
| ------ | --------------------------------------------------------------------------------------------------- | -------------------- | -------------------- | ---------- |
| 2008   | リトル・ランボーズ Son of Rambow                                                                    | リー・カーター       |                      | 朴璐美     |
| 2010   | ナルニア国物語/第3章: アスラン王と魔法の島 The Chronicles of Narnia: The Voyage of the Dawn Treader | ユースチス・スクラブ |                      | 朴璐美     |
| 2012   | ワイルド・ビル Wild Bill                                                                            | ディーン             | 日本劇場未公開       |            |
| 2013   | なんちゃって家族 We're the Millers                                                                  | ケニー・ロスモア     |                      | 落合佑介   |
| 2014   | プラスティック Plastic                                                                              | フォーディ           |                      |            |
| 2014   | メイズ・ランナー The Maze Runner                                                                    | ギャリー             |                      | 浪川大輔   |
| 2014   | Glassland                                                                                           | Shane                |                      | N/A        |
| 2015   | レヴェナント: 蘇えりし者 The Revenant                                                               | ジム・ブリッジャー   |                      | 西健亮     |
| 2016   | キッズ・イン・ラブ Kids in Love                                                                     | ジャック             |                      |            |
| 2017   | ウォー・マシーン: 戦争は話術だ! War Machine                                                         | リッキー・オルテガ   |                      |            |
| 2017   | デトロイト Detroit                                                                                  | フィリップ・クラウス |                      | 益山武明   |
| 2018   | メイズ・ランナー: 最期の迷宮 Maze Runner: The Death Cure                                            | ギャリー             |                      | 浪川大輔   |
| 2018   | ザ・リトル・ストレンジャー The Little Stranger                                                      | ロデリック・エアーズ | 日本劇場未公開       |            |
| 2019   | ミッドサマー Midsommar                                                                              | マーク               |                      | 沢城千春   |
| 2021   | The Score                                                                                           | トロイ               |                      | N/A        |
| 2023   | ガーディアンズ・オブ・ギャラクシー:VOLUME 3 Guardians of the Galaxy Vol. 3                          | アダム・ウォーロック |                      | 武内駿輔   |
| TBA    | On Swift Horses                                                                                     |                      | ポストプロダクション |            |
| TBA    | Death of a Unicorn                                                                                  |                      | ポストプロダクション |            |

### テレビ
| 放映年    | 邦題 原題                                                      | 役名                      | 備考                                                                                               | 吹き替え |
| --------- | -------------------------------------------------------------- | ------------------------- | -------------------------------------------------------------------------------------------------- | -------- |
| 2007      | Comedy Shuffle                                                 | Find Your Folks Presenter | 計2話出演                                                                                          | N/A      |
| 2008      | Comedy Lab                                                     | Various                   | 計1話出演                                                                                          | N/A      |
| 2008      | Lead Balloon                                                   | Sweet Throwing Boy        | 計1話出演                                                                                          | N/A      |
| 2009-2010 | School of Comedy                                               | Various                   | 計8話出演 兼脚本                                                                                   | N/A      |
| 2010      | FADES/フェーズ The Fades                                       | Mac                       | パイロット版                                                                                       |          |
| 2018      | ブラック・ミラー: バンダースナッチ Black Mirror: Bandersnatch  | コリン・リットマン        | Netflixオリジナルシリーズ                                                                          | 中野泰佑 |
| 2021      | DOPESICK アメリカを蝕むオピオイド危機 Dopesick                 | ビリー・カトラー          | ミニシリーズ                                                                                       |          |
| 2022      | なぜ、エヴァンズに頼まなかったのか? Why Didn't They Ask Evans? | ボビイ・ジョーンズ        | ミニシリーズ                                                                                       | 浪川大輔 |
| 2023-2024 | 一流シェフのファミリーレストラン The Bear                      | ルカ                      | 第2シーズン第4話「ハニーデュー」 第3シーズン第1話「トゥモーロ―」 第3シーズン第10話「フォーエバー」 |          |

### ゲーム
| 年   | 邦題 英題                                             | 役名                                     | 備考 | 吹き替え |
| ---- | ----------------------------------------------------- | ---------------------------------------- | ---- | -------- |
| 2021 | リトルホープ The Dark Pictures Anthology: Little Hope | アンソニー / アンドリュー / エイブラハム |      |          |

## 受賞歴

### 受賞
- 英国アカデミー賞 ライジング・スター賞　2014年
- MTVムービー・アワード ブレイクスルー演技賞　2014年（『なんちゃって家族』に対して）

### ノミネート
- サターン賞 若手俳優賞　2010年『ナルニア国物語/第3章: アスラン王と魔法の島』
- フェニックス映画批評家協会賞 若手男優賞　2010年『ナルニア国物語/第3章: アスラン王と魔法の島』
- ロンドン映画批評家協会賞 若手英国俳優賞　2012年『Wild Bill』
- エンパイア賞 新人男優賞　2013年『なんちゃって家族』